# Lektorix
Der Lektorix ist eine Literaturauszeichnung, die seit Mai 2003 von der Wochenzeitung „Die Furche“ gemeinsam mit dem Institut für Jugendliteratur und von der STUBE, der Studien- und Beratungsstelle für Kinder- und Jugendliteratur der Erzdiözese Wien, monatlich vergeben und in der „Die Furche“ vorgestellt wird.

## Prämierte Bücher
- 2005
  - Februar: Ich und Du, Du und Ich von Angelika Kaufmann
  - April: Die kleine Meerjungfrau von Hans Christian Andersen und Lisbeth Zwerger
  - Juni: Der Clan der Otori von Lian Hearn
  - August:  Nachgefragt: Philosophie. Basiswissen zum Mitreden von Christine Schulz-Reiss
  - Oktober: Lauf um dein Leben von Els Beerten
  - Dezember: Nicht das Ende der Welt von Geraldine McCaughrean

- 2006
  - Februar: Rote Wangen von Heinz Janisch und Aljoscha Blau
  - April: Das Buch von allen Dingen von Guus Kuijer
  - Juni: Tigermond von Antonis Michaelis
  - August: Die ganze Kunst von Katy Couprie und Antonin Louchard
  - Oktober: Paradiesische Aussichten von Faïza Guène
  - Dezember: Leihst du mir deinen Blick? von Valérie Zenatti

- 2007
  - Februar: mutig, mutig von Lorenz Pauli und Kathrin Schärer
  - April: Massel. Letzte Zeugen von Digne Meller Marcovicz
  - Juni: Jamies Glück von Sarah Weeks
  - August: Alhambra von Kirsten Boie
  - Oktober: Golem stiller Bruder von Mirjam Pressler
  - Dezember: Was ist eigentlich ein Tulipan? von Martin Baltscheit

- 2008
  - Februar: Die Mauer. Wie es war, hinter dem Eisernen Vorhang aufzuwachsen von Peter Sís
  - April: Geschichten vom Klöchen von Andrea Wayne von Königslöw, Illustriert von Stefan Slupetzky
  - Juni: Die erste Stimme. Ich und mein Bruder – mein Bruder und ich von Avram Kantor
  - Oktober: Der König und das Meer. 21 Kürzestgeschichten von Heinz Janisch, Illustriert von Wolf Erlbruch
  - Dezember: Superguppy von Edward van de Vendel, Illustriert von Fleur van der Weel

- 2009
  - Februar: Die Dschungelbücher von Rudyard Kipling
  - April: Daisy ist ein Gänseblümchen von Linda Wolfsgruber
  - Juni: Wenn ich das 7. Geißlein wär’ von Karla Schneider
  - August: Garmans Sommer von Stian Hole
  - Oktober: Die Erde, die uns trägt von Alain Serres
  - Dezember: I love U / I don't love U. Lyrik und Lyrics von Alexa Hennig von Lange (Hrsg.)

- 2010
  - Februar: Die Fundsache von Shaun Tan
  - April: Fridolin Franse frisiert von Michael Roher
  - Juni: Treppe Fenster Klo. Die ungewöhnlichsten Häuser der Welt von Alexsandra Machowiak und Daniel Mizielinski
  - Oktober: Wintermädchen von Laurie Halse Anderson
  - Dezember: Edwards Augen von Patricia MacLachlan